# Salomé de Bahia
Pour les articles homonymes, voir Bahia (homonymie).
Salomé de Bahia est une chanteuse brésilienne ayant effectué la majeure partie de sa carrière en France. 
Ses titres les plus connus sont Theme of Rio, Outro lugar, Cada vez et Taj Mahal. Elle est connue pour avoir travaillé avec le DJ français Bob Sinclar durant plusieurs années.

## Biographie
Salomé de Bahia travaille depuis 1984 dans le cabaret parisien Chez Félix au sein de la troupe Brazil Tropical. C'est là qu'elle se fait repérer pour participer en 1995 au projet Brésil Acid Jazz Psycodelico de Reminiscence Quartet. En 1998, elle travaille avec le disc jockey Bob Sinclar sur la compilation Sun Sun. En 1999, ils décident de retravailler ensemble en enregistrant une reprise du titre Another Star de Stevie Wonder dans une version brésilienne nommée Outro Lugar.